# Juan de Peralta

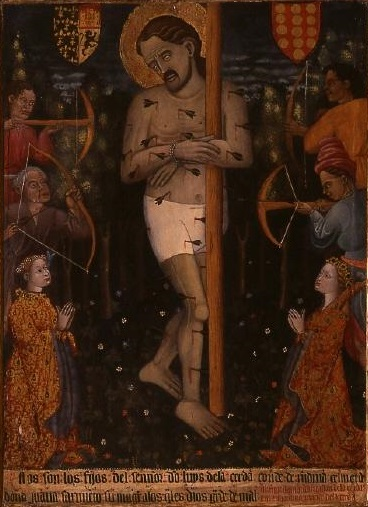
Martirio de san Sebastián, Madrid, Museo Cerralbo.

Juan de Peralta fue un español de estilo gótico internacional.
Juan de Peralta es conocido por una tabla con San Andrés en colección privada parisina, firmada Joh[an]n[e]s Peraltis, a la que posteriormente agregó Hériard Dubreuil la tabla central de un pequeño retablo dedicado a la Virgen con el Niño con las armas de Alonso de Carrillo, cardenal de San Eustaquio y obispo de Sigüenza de 1422 a 1435, también firmada. Su autor, para José Gudiol, se reconocería en el maestro anónimo al que Chandler R. Post había llamado Maestro de Sigüenza, por las tablas del retablo de San Juan el Bautista y santa Catalina de la catedral seguntina, parcialmente conservado en el Museo del Prado, identificado a su vez por Gudiol con el autor del tríptico de la Virgen con el Niño y ángeles del Museo Lázaro Galdiano, firmado Joh[an]n[e]s Hispalensis. El maestro de Sigüenza, Juan de Peralta y Juan de Sevilla serían así un mismo pintor, apellidado Peralta y originario de Sevilla, pero si las similitudes entre el autor de las tablas de la catedral de Sigüenza conservadas en el Museo del Prado y el del tríptico del Museo Lázaro Galdiano firmado Juan de Sevilla no ofrecerían dudas, más compleja es la relación con la obra firmada de Peralta, de un carácter más expresivo, diferencias que son difíciles de explicar incluso si se considera una posible evolución estilística del pintor, que iría del italogótico al gótico internacional.
Su ámbito de actividad se localiza en torno a Sigüenza, con ramificaciones en las provincias limítrofes y cierta vinculación con la casa de la Cerda. Puede servir de testimonio el atribuido a Peralta Martirio de San Sebastián del Museo Cerralbo, con Gastón y María de la Cerda, hijos del III conde de Medinaceli según la inscripción que figura al pie, y los escudos de las casas de Medinaceli y de Sarmiento en lo alto. La tabla, procedente de la ermita de San Sebastián de Montuenga (Soria), se dataría hacia 1429/1430 atendiendo a la edad aparente del IV conde, Gastón de la Cerda y Sarmiento, nacido en 1414, quien pudiera ser también el autor del encargo del retablo de San Juan el Bautista y santa Catalina de la catedral de Sigüenza, aunque otros investigadores prefieren adelantar su cronología a una fecha cercana a 1410, relacionando el encargo con el II conde o con algún miembro de la familia ligado a él.
Una tercera tabla firmada «Iohan de Peralta» hizo su aparición en el comercio de arte en 2024, siendo adquirida por el Estado para el Museo del Prado. Se trata de un san Cristóbal cruzando el río con el Niño sobre el hombro, sirviéndose de una palmera como bastón y a sus pies la figura del donante. Además de la firma una cartela permite identificar a este como Pero Gutieres, clérigo de Caltojar en la provincia de Soria, diócesis de Sigüenza, para cuya iglesia de San Miguel se pintó, y el año, 1434.